# Nawab van Avadh

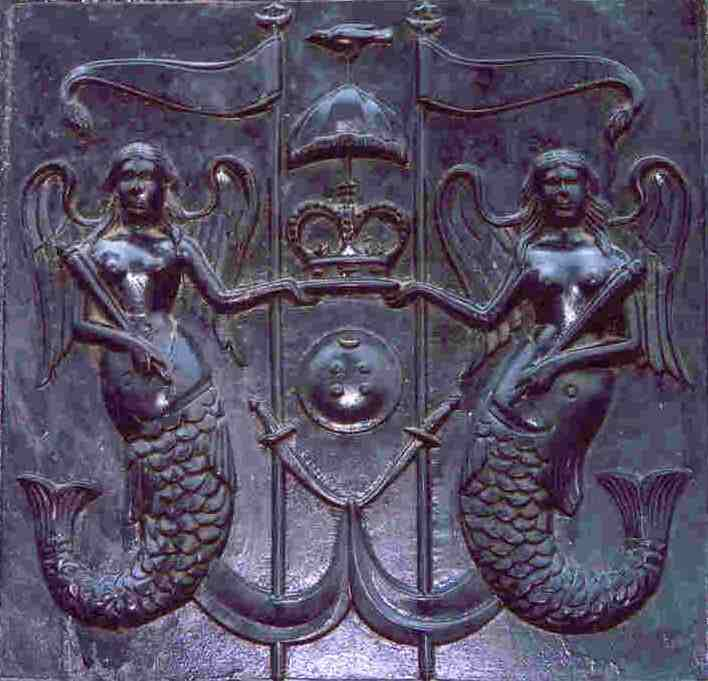
Het zegel van de nawabs van Avadh decoreert de gietijzeren poort van het mausoleum van de laatste nawab in Kolkata.

Nawab van Avadh of nawab van Oudh was van de 17e tot 19e eeuw de erfelijke titel van de nawab ("vorst") van Avadh, een vorstenstaat in het noorden van India. De nawabs van Avadh waren leden van een oorspronkelijk Perzische, sjiitische familie uit de omgeving van Nishapur.
De nawabs waren aanvankelijk vazallen van de Mogolkeizer in Delhi en dienden vaak in belangrijke functies aan diens hof. In het begin van de 18e eeuw ging de nawab van Avadh zich steeds onafhankelijker van het Mogolhof gedragen. Hoewel de nawabs de Mogols als soeverein bleven erkennen, regeerden ze vanaf die periode in feite als onafhankelijke machthebbers. Vanaf 1773 moest de nawab een Britse resident aan zijn hof dulden en geleidelijk trokken de Britten meer macht naar zich toe. Ten slotte werd de laatste nawab in 1856 afgezet op grond van de controversiële Doctrine of Lapse. Dit was een zeer impopulaire beslissing die mede aanleiding vormde voor de Indiase opstand van 1857.

## Lijst van nawabs van Avadh
- Saadat Ali Khan I (1722 - 1739)
- Safdar Jung (1739 - 1754)
- Shuja-ud-Daula (1754 - 1775)
- Asaf-ud-Daula (1775 - 1797)
- Wazir Ali Khan (1797 - 1798)
- Saadat Ali Khan II (1798 - 1814)
- Ghaziuddin Haider (1814 - 1827)
- Nasiruddin Haider (1827 - 1837)
- Muhammad Ali Shah (1837 - 1842)
- Amjad Ali Shah (1842 - 1847)
- Wajid Ali Shah (1847 - 1856)
- Birjis Qadr (1857 - 1858)